# Sugar Baby Love
「Sugar Baby Love」（シュガー・ベイビー・ラブ）は、1988年4月27日、ポリスターからリリースされたWinkのデビューシングルである。Winkのデビュー30周年である2018年4月27日には、完全限定盤として17cmアナログ・シングルがダブル・ジャケット仕様で再リリースされている。EP：D07R-1013（再リリース盤はPSKR-9105）、8cmCD：H10R-30002。

## 背景
表題曲は、1974年に発売されたルベッツのヒット曲「シュガー・ベイビー・ラヴ」のカバーで、Winkのデビュー曲。同デュオのメンバー・鈴木早智子は、キャンディーズによるカバーをアレンジしたものと語る。キャンディーズ版の日本語詞は山上路夫、編曲は穂口雄右によるが、Wink版の日本語詞はJoe Lemon、編曲は鷺巣詩郎が担当している。
この曲は、1988年の南野陽子主演ドラマ『熱っぽいの!』（フジテレビ系、4月14日 - 7月7日放送）の主題歌として、またB面の「風の前奏曲（プレリュード）」（作詞：Joe Lemon、作曲：見岳章、編曲：鷺巣詩郎）は同ドラマの挿入歌として作成され、当該番組の放送期間中である4月27日に発売された。このドラマの放送に合わせるため、Winkのデビュー決定後、1週間で作成しなければならなかったという。
Winkは当初、アイドルではなくアルバムアーティストとしてデビューしたが、同デュオの音楽プロデューサー・水橋春夫は、デビュー曲がテレビドラマの主題歌であったことが、後のWinkの、アイドルという方向性に影響を与えていると回想している。
彼女たちは、デビューの際にキャンペーンを行なっておらず、そのビジュアルが歌唱に先行しないよう露出が控えられてもいて、当初からラジオと有線に絞って宣伝がなされていたという。そのようなあり方の中で、オリコンチャートの週間ランキングでは1988年5月23日付で最高20位、100位以内には、ほぼタイアップドラマの放送期間中である、5月9日付の28位から、7月11日付の64位まで、10週連続のランクインを果たしており、アイドルとしては長めのチャート登場週数を記録したと評価されている。1988年度における同チャートの年間ランキングでは、5.939万枚の売上で152位となった。同じ年におけるWinkの売上総数は8.4万枚で、同年内にデビューした新人のみの中では11位であるが、その売上総数のおよそ7割が本作の売上となっている。
制作されたPV（ミュージック・ビデオ）は2種類存在し、モノクロ・ヴァージョンとカラー・ヴァージョンがある。元々はカラー・ヴァージョンが制作され、発売当時にテレビ等で放送されたのもこのヴァージョンであった。モノクロ・ヴァージョンは、カラー・ヴァージョンとライヴ・ビデオ『Wink First Live Shining Star』の映像を編集し、新たに制作したものであり、ベスト・ビデオ・クリップス集『NOBLE STATE』に初収録された。カラー・ヴァージョンは長年未発売であったが、DVD『Wink Visual Memories 1988-1996 ～30th Limited Edition～』に「Sugar Baby Love (Wink DJ Version)」として収録され初商品化した。

## エピソード
Winkは、1988年夏に本曲などを歌唱しつつ地方キャンペーンを行ない、ピンク色のメイド服を舞台衣装としていたが、同年8月19日の岡山キャンペーンの前日に、これを山手線の電車内に置き忘れて紛失するということがあった。前記した岡山キャンペーンからは、ひまわりや、ばらの絵柄のワンピースを着用して、地方キャンペーンに臨んでいる。
1989年4月24日放送の『歌のトップテン』（日本テレビ系）では、番組がこの衣装を復元してWinkに贈呈し、彼女たちはこれを着用して「涙をみせないで 〜Boys Don't Cry〜」を歌唱した。
なお、Winkのメンバー・相田翔子が、かつて、「衣装を山手線に忘れたのは私です」と語っていたが、実際にこれを紛失したのはマネージャーであったという。

## 収録曲
1. Sugar Baby Love
  - 作詞・作曲：ウェイン・ビッカートン（英語版）、トニー・ワディングトン（英語版）　日本語詞：Joe Lemon　編曲：鷺巣詩郎
2. 風の前奏曲（プレリュード）
  - 作詞：Joe Lemon　作曲：見岳章　編曲：鷺巣詩郎

## 収録アルバム
- Sugar Baby Love
  - Moonlight Serenade
  - At Heel Diamonds（リミックス・バージョン収録）
  - Fairy Tone
  - Wink First Live Shining Star
  - Wink Hot Singles
  - Raisonné
  - WINK MEMORIES 1988-1996

- 風の前奏曲（プレリュード）
  - Moonlight Serenade
  - Wink First Live Shining Star
  - Back to front

## カバー
- Sugar Baby Love
  - ヴェガ・ツァイ（中国語版）（蔡燦得、台湾の女優） - 北京語カバー。タイトルは原曲と同じく「Sugar Baby Love」。ヴェガ・ツァイによるWinkの楽曲のカバーアルバム、『少女時代』（台湾・林傑唱片、1991年）に収録。
  - 石田耀子 - シングル「Sugar Baby Love/Snow flower」（パイオニアLDC、2001年10月24日）に収録。TBSのテレビアニメ『ちっちゃな雪使いシュガー』（2001年10月3日 - 2002年3月27日）オープニング主題歌。編曲は光宗信吉が担当したが、歌詞はJoe LemonによるWink版のものが用いられている。